# Euloge Yiagnigni
Euloge Yiagnigni de son vrai nom Euloge Yiagnigni Mfopou, né en 1970 est un médecin, entrepreneur, naturopathe camerounais qui exerce dans la médecine moderne et la médecine traditionnelle africaine.

## Biographie

### Éducation
Après son baccalauréat, Euloge Yiagnigni il rejoint la Faculté de Médecine et des Sciences Biomédicales de l'Université de Yaoundé I. Sous le conseil d'un encadreur Dr Ndobo, il se spécialise en cardiologie 

### Carrière
Euloge Yiagnigni est médecin cardiologue, et a exercé à l'hôpital central de Yaoundé. Après ses services dans cet hôpital, il crée la clinique des promoteurs de la santé. 
En réponse à la crise COVID-19, il participe à la création d'un médicament adjuvant, le Corocur, composé de poudre sèche de thym,,,,, qui est autorisé à commercialisation au Cameroun,. Des discussions ont lieu en 2021 pour l'exporter en Guinée équatoriale et en Côte d'Ivoire.